# Luisia abrahamii
Luisia abrahamii är en orkidéart som beskrevs av Vatsala. Luisia abrahamii ingår i släktet Luisia och familjen orkidéer. Inga underarter finns listade i Catalogue of Life.